# Svedelius
Svedelius är en släkt från Dalarna.
Stamfader för släkten är bonden i Hjortnäs by, Leksands socken, Nils Andersson, som levde under 1500-talet. Han blev farfar till kapellanen Daniel Andreae Dalecarlius, som bröt mark vid prästgården, kallad Sveden. Dennes sonsöner upptog släktnamnet efter marken.
En lång rad präster kommer från släkten. Till släkten hör även landshövding Axel Svedelius, generalkonsuln Erik Svedelius, professor skytteanus Wilhelm Erik Svedelius, filologen, skolmannen och idrottsfrämjaren Carl Svedelius, författaren Julia Svedelius (ingift, född von Heijne), justitieråden Carl Arvid Svedelius och Carl Frithiof Svedelius, operasångaren Ernst Svedelius, översten Anders Eberhard Svedelius.